# Гарипов, Фаузи Гарипович
Фаузи Гарипович Гарипов (5 сентября 1930, Мишкинский район, Башкирская АССР — 22 мая 2008, Уфа) — советский хозяйственный, государственный и политический деятель. Член КПСС.

## Биография
Родился в 1930 году в деревне Мавлютово.
С 1950 года — на хозяйственной, общественной и политической работе. В 1950—2000 гг. — учитель в школах Илишевского и Мишкинского районов, директор школы, партийный и советский работник в Мишкинском районе, председатель Мишкинского райисполкома, заместитель председателя, председатель Башкирского республиканского потребсоюза.
Избирался депутатом Верховного Совета РСФСР 12-го созыва, депутатом Верховного Совета БАССР 11‑го, депутатом Верховного Совета РБ 12‑го, депутатом Госсобрания — Курултая РБ 1‑го созывов.
Умер в Уфе в 2008 году.